# アルフレッド・ラヴェル

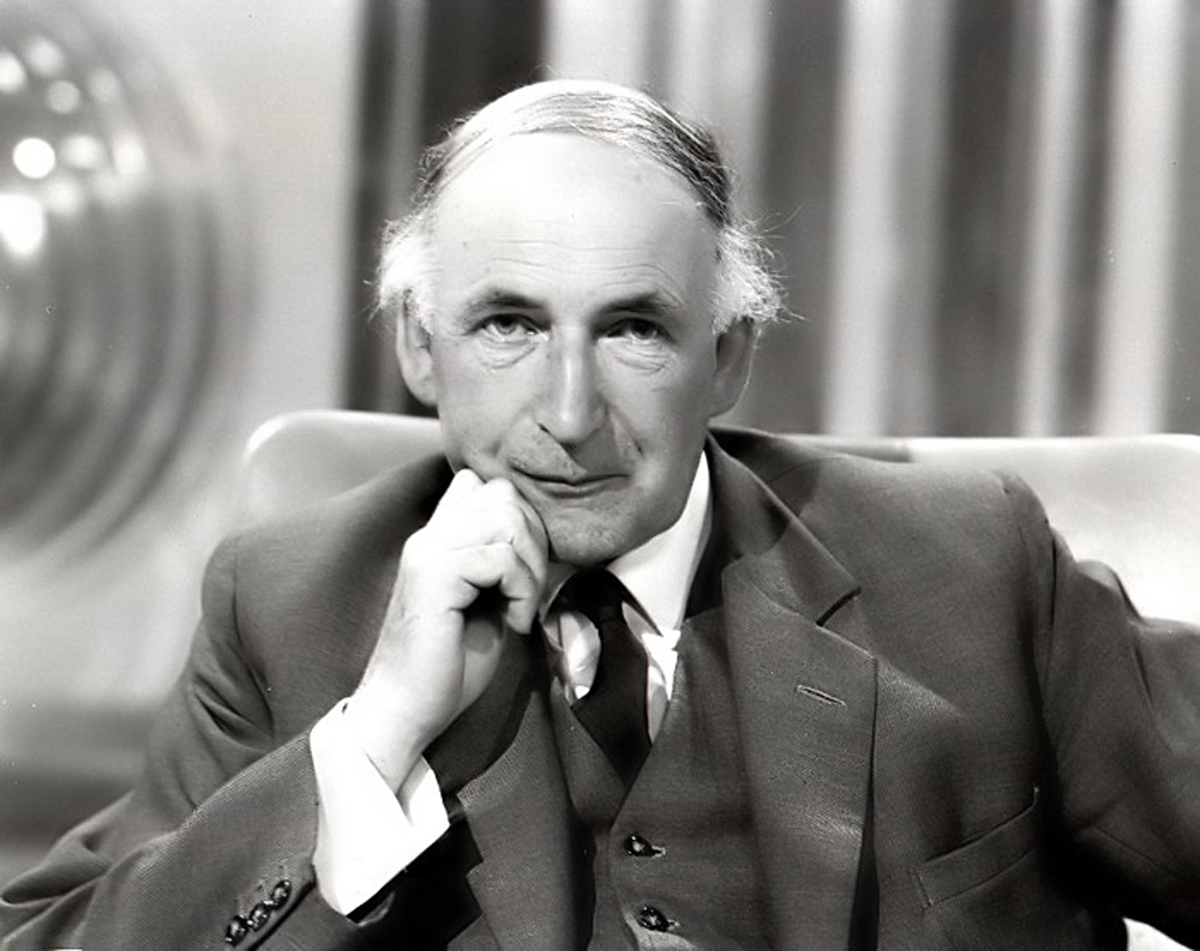
Bernard Lovell

サー・アルフレッド・チャールズ・バーナード・ラヴェル（Sir Alfred Charles Bernard Lovell、1913年8月31日 - 2012年8月6日）はイギリスの電波天文学者である。 ジョドレルバンク天文台を設立し1981年まで所長を務めた。一般向けの著書も多い。

## 生涯
グロスターシャーのOldland Commonに生まれた。ブリストル大学で物理学を学び、1936年に博士号を得た。マンチェスター大学で宇宙線の研究を行ったが、第2次世界大戦の勃発により、イギリス空軍のTRE（Telecommunications Research Establishment）で航空機搭載レーダーの開発を行いその功績で受勲した。
戦後、マンチェスター大学に戻り宇宙線の研究から電波天文学に興味を移し、軍用に使われたレーダーをジョドレルバンクの大学の植物学部の跡地に設置した。1945年に昼間の流星雨からの反射電波観測に成功した。当時世界最大の電波望遠鏡を製作し、完成前の1957年に人工衛星スプートニク1号の追跡に使用された。
2012年8月6日、死去。98歳没。

## 栄誉
1955年王立協会フェロー選出。1960年に王立協会からロイヤルメダルを受賞し、1961年には電波天文学の発展に対する功績により、ナイトの称号を得た。1969年にエディンバラ天文協会からロリマー・メダルを受賞した。また、1980年にベンジャミン・フランクリン・メダル、1981年には王立天文学会ゴールドメダルを受賞した。